# معزوله، ادلب
معزوله (به عربی: المعزولة) یک روستا در سوریه است که در ناحیه درکوش واقع شده‌است. معزوله ۱٬۳۵۸ نفر جمعیت دارد.